# Gottröra
Gottröra est un village en Suède, dans la commune de Norrtälje, au nord de Stockholm.
Sa population était de 749 habitants en 2016.
À proximité du village s'est produit en 1991 l'accident aérien du Vol 751 Scandinavian Airlines.